# جان اندرسن
جان اندرسن (انگلیسی: John Anderson؛ زاده ۲۶ سپتامبر ۱۷۲۶ درگذشته ۱۳ ژانویهٔ ۱۷۹۶) یک فلسفه طبیعتدان اسکاتلندی بود. ایشان یکی از هزاران دانشمند و فیلسوف راه اندازان انقلاب صنعتی بود. ایشان در ۷۰سالگی جان خود را از دست دادند.